# Devis Vásquez
Devis Estiven Vásquez Llach (Barranquilla, Atlántico; 12 de mayo de 1998) es un futbolista colombiano - paraguayo. Juega como arquero en la A. S. Roma de la Serie A.

## Clubes
| Club                         | País       | Año           |
| ---------------------------- | ---------- | ------------- |
| Patriotas Boyacá             | Colombia   | 2016-2018     |
| La Equidad (cedido)          | Colombia   | 2018          |
| Llaneros                     | Colombia   | 2019          |
| Guaraní                      | Paraguay   | 2020-2022     |
| A. C. Milan                  | Italia     | 2023-2025     |
| Sheffield Wednesday (cedido) | Inglaterra | 2023-2024     |
| Ascoli (cedido)              | Italia     | 2024          |
| Empoli F. C. (cedido)        | Italia     | 2024-2025     |
| A. S. Roma                   | Italia     | 2025-presente |

## Estadísticas

### Clubes
| Club                                                               | Div.          | Temporada     | Liga  | Liga  | Liga   | Copas nacionales(1) | Copas nacionales(1) | Copas nacionales(1) | Copas internacionales(2) | Copas internacionales(2) | Copas internacionales(2) | Total | Total | Total  | Media encajados |
| Club                                                               | Div.          | Temporada     | Part. | Goles | P.Inv. | Part.               | Goles               | P.Inv.              | Part.                    | Goles                    | P.Inv.                   | Part. | Goles | P.Inv. | Media encajados |
| ------------------------------------------------------------------ | ------------- | ------------- | ----- | ----- | ------ | ------------------- | ------------------- | ------------------- | ------------------------ | ------------------------ | ------------------------ | ----- | ----- | ------ | --------------- |
| Guaraní Paraguay                                                   | 1.ª           | 2020          | —     | —     | —      | —                   | —                   | —                   | —                        | —                        | —                        | 0     | 0     | 0      | 0               |
| Guaraní Paraguay                                                   | 1.ª           | 2021          | 3     | -5    | 0      | —                   | —                   | —                   | 1                        | -1                       | 0                        | 4     | -6    | 0      | 1.5             |
| Guaraní Paraguay                                                   | 1.ª           | 2022          | 25    | -35   | 2      | —                   | —                   | —                   | 2                        | -3                       | 1                        | 27    | -38   | 3      | 1.41            |
| Guaraní Paraguay                                                   | Total club    | Total club    | 28    | -40   | 2      | —                   | —                   | —                   | 3                        | -4                       | 1                        | 31    | -44   | 3      | 1.42            |
| A. C. Milan · Italia                                               | 1.ª           | 2022-23       | —     | —     | —      | —                   | —                   | —                   | —                        | —                        | —                        | 0     | 0     | 0      | 0               |
| A. C. Milan · Italia                                               | Total club    | Total club    | 0     | 0     | 0      | 0                   | 0                   | 0                   | 0                        | 0                        | 0                        | 0     | 0     | 0      | 0               |
| Sheffield Wednesday Inglaterra                                     | 2.ª           | 2023-24       | 9     | -16   | 1      | 1                   | -1                  | 0                   | —                        | —                        | —                        | 10    | -17   | 1      | 1.7             |
| Sheffield Wednesday Inglaterra                                     | Total club    | Total club    | 9     | -16   | 1      | 1                   | -1                  | 0                   | —                        | —                        | —                        | 10    | -17   | 1      | 1.7             |
| Ascoli · Italia                                                    | 2.ª           | 2023-24       | 10    | -8    | 5      | 0                   | 0                   | 0                   | —                        | —                        | —                        | 10    | -8    | 5      | 0.8             |
| Ascoli · Italia                                                    | Total club    | Total club    | 10    | -8    | 5      | 0                   | 0                   | 0                   | —                        | —                        | —                        | 10    | -8    | 5      | 0.8             |
| Empoli F. C. · Italia                                              | 1.ª           | 2024-25       | 32    | -45   | 6      | 2                   | -2                  | 0                   | —                        | —                        | —                        | 34    | -47   | 6      | 1.38            |
| Empoli F. C. · Italia                                              | Total club    | Total club    | 32    | -45   | 6      | 2                   | -2                  | 0                   | —                        | —                        | —                        | 34    | -47   | 6      | 1.38            |
| A. S. Roma · Italia                                                | 1.ª           | 2025-26       | 0     | 0     | 0      | —                   | —                   | —                   | —                        | —                        | —                        | 0     | 0     | 0      | 0               |
| A. S. Roma · Italia                                                | Total club    | Total club    | 0     | 0     | 0      | 0                   | 0                   | 0                   | —                        | —                        | —                        | 0     | 0     | 0      | 0               |
| Total carrera                                                      | Total carrera | Total carrera | 79    | -109  | 14     | 3                   | -3                  | 0                   | 3                        | -4                       | 1                        | 85    | -116  | 15     | 1.36            |
| (1)Sin Participaciones. (2) Incluye datos de la Copa Libertadores. |               |               |       |       |        |                     |                     |                     |                          |                          |                          |       |       |        |                 |